# Kaj Korkea-aho
Kaj Korkea-aho, född 15 februari 1983 i Esse i Finland, är en finländsk författare, kolumnist, föreläsare och komiker. Korkea-aho skriver på svenska. Han är bosatt i Helsingfors.

## Karriär

### Humorist
Tillsammans med Ted Forsström grundade Korkea-aho humorgruppen Pleppo Toy, som ligger bakom bl.a. den omstridda animationsserien Mumin visar allt, radioprogrammet Radio Pleppo, teveprogrammet Ursäkta Birgitta och humorshowen Pleppo LIVE! Välkomna till mommos! Tillsammans publicerade Forsström och Korkea-aho 2011 sketchsamlingen Pleppoboken: En samling bokstäver som bildar ord. Han medverkar även i podcasten "Ted & Kaj" tillsammans med Ted Forsström.

### Romanförfattare
Korkea-aho romandebuterade 2009 med Se till mig som liten är. Boken handlar om en österbottnisk man som kämpar med omgivningens stränga religiositet och prisbelönades med Svenska litteratursällskapets pris. Romanen Gräset är mörkare på andra sidan gavs ut 2012 och är enligt Hufvudstadsbladet "skön att läsa, tragisk och ibland dovt rolig, generös och klart begåvad". Boken belönades med Svenska litteratursällskapets pris. En dramatisering av boken hade premiär i februari 2014 på Teater Viirus i Helsingfors.
2015 publicerades Korkea-ahos tredje roman Onda boken. Boken handlar om en hemlighetsfull lektor i litteraturvetenskap vid Åbo Akademi och hans studenter som kommer en opublicerad diktsamling av modernisten Leander Granlund på spåren. Granlunds diktsamling har en våldsam historia och sägs få var och en som läser den att hamna i helvetet. Romanen renderade Korkea-aho Tack för boken-medaljen 2016 och den har översatts till finska, italienska, spanska, holländska, danska och tyska.
2021 publicerades Korkea-ahos fjärde roman Röda rummet. Romanen handlar om en ung författare som via en annons i Hufvudstadsbladet erbjuder sig skriva en bok till någon som säljer honom en lägenhet i Helsingfors till rimligt pris. En äldre man svarar på annonsen och erbjuder ett skrivuppdrag, och författaren dras in i ett maktspel som handlar om tillit, sexuell fetischism och sadomasochism, samt frågan hur långt man är beredd att gå för att uppfylla någon annans drömmar eller göra någon annans konst. Romanen nominerades till Runebergspriset 2022 samt till Nordiska rådets litteraturpris.
Korkea-aho fick första pris i Arvid Mörne-tävlingen 2007 för novellen Bastukväll och tilldelades Svenska kulturfondens framtidpris tillsammans med Ted Forsström år 2012.

### Länkar
- Schildts & Söderströms
- Pleppo Toy